# Шталь, Каролина
Каролина Шталь (нем. Karoline Stahl; урождённая Думпф (нем. Dumpf; 1776—1837) — немецкая писательница, поэтесса и педагог.

## Биография
Каролина Думпф родилась 4 ноября 1776 года в Оленгофе в Лифляндии в семье секретаря окружного суда. 
Была педагогом в Дерпте, а после выхода замуж в 1808 году уехала за границу и некоторое время жила в Веймаре и в Нюрнберге, где работала учительницей. Здесь В 1816 году она опубликовала свою первую книгу «Басни, сказки и рассказы для детей», которые в основном нравоучительный и воспитательный характер; в книгу вошло произведение, которое позже переработал Вильгельм Гримм и которое сегодня является одной из самых известных немецких сказок «Беляночка и Розочка». 
В 1817 году Шталь попробовала свои силы в поэзии издав собрание стихотворений под заглавием: «Romantische Dichtungen». Помимо этого с 1816 по 1820 год сотрудничала в нескольких местных газетах, среди которых было и периодическое печатное издание Фридриха Вильгельма Губица «Der Gesellschafter».
Овдовев, в 1820 году К. Шталь вернулась в Российскую империю и работала воспитательницей в Дерпте, Пскове и в Белоруссии. С этого времени Шталь становится преимущественно детской писательницей. Её сказки для детей и рассказы для юношества, изданные отчасти за границей, отчасти в Риге и Дерпте, приобрели большую известность и пользовались заметным успехом у юных читателей в первой половине XIX века. 
В 1828 году Шталь вновь уехала в Германию, где работала гувернанткой и возвратилась только незадолго до смерти. 
Каролина Шталь скончалась 1 апреля 1837 года в городе Дерпте.